# Жуланка
Жуланка — село в Кочковском районе Новосибирской области России. Административный центр Жуланского сельсовета.

## География
Площадь села — 322 гектара.

## История
По переписи 1926 года в селе проживало 6742 человека, в том числе 3269 мужчин и 3473 женщины. Основное население — русские. В 1928 году состояло из 1120 хозяйств. В селе располагались лавка общества потребления, 3 школы 1-й ступени, изба-читальня. В административном отношении являлось центром Жуланского сельсовета Кочковского района Каменского округа Сибирского края.

## Население
| 2002 | 2007  | 2010  |
| ---- | ----- | ----- |
| 1384 | ↘1345 | ↘1222 |

## Улицы
| - ул. Береговая, - ул. Горького, - ул. Заводская, - ул. Калинина, - ул. Комарова, | - ул. Лахина, - пер. Северный, - ул. Советская, - ул. Степная, - ул. Титова, | - ул. Толстого, - ул. Трудовая, - ул. Гребенцова, - ул. Школьная. |

## Инфраструктура
В селе по данным на 2007 год функционируют 1 учреждение здравоохранения и 2 учреждения образования.